# Silas Deane

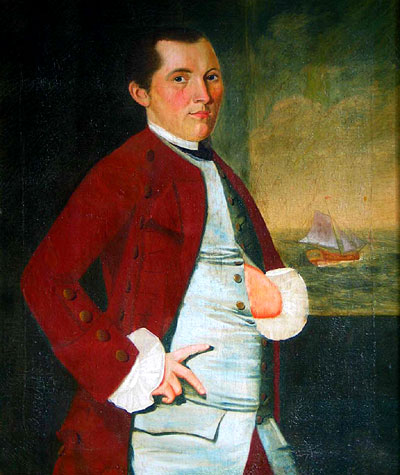
Silas Deane auf einem Gemälde von William Johnston aus dem Jahr 1766

Silas Deane (* 24. Dezember 1737 in Groton, Colony of Connecticut; † 23. September 1789 auf See nahe England) war Abgeordneter im amerikanischen Kontinentalkongress und vertrat die USA als erster Diplomat in einem anderen Land.

## Leben
Deane wurde 1737 in Groton als ältester Sohn eines wohlhabenden Farmers geboren. Er war der erste in der Familie, der ein College besuchte. 1761 verließ er die Yale University, zog nach Abschluss seines Jura-Studiums nach Wethersfield und arbeitete dort kurze Zeit als Rechtsanwalt. Nach seiner Heirat mit Mehitable Webb wurde er Kaufmann. Von 1768 bis 1775 gehörte er der Connecticut General Assembly als Deputierter an.
Deane engagierte sich während der Amerikanischen Revolution für die Unabhängigkeitsbewegung und wurde von 1774 bis 1776 Mitglied des Kontinentalkongresses. Anfang 1776 wurde er nach Frankreich geschickt, um bei der französischen Regierung um materielle und finanzielle Zuwendungen für die Kolonien zu werben, die sich mit Großbritannien im Krieg befanden. Anfangs inoffiziell wurde er später zusammen mit Benjamin Franklin und Arthur Lee einer der ersten amerikanischen Diplomaten in diesem Land. In Frankreich organisierte er den sicheren Transport von Waffen, Munition und Ausrüstung über den Seeweg, warb Soldaten für die USA (u. a. Lafayette, Baron Johann de Kalb, Thomas Conway, Casimir Pulaski und Friedrich Wilhelm von Steuben) und begann Verhandlungen mit Charles Gravier und Pierre Augustin Caron de Beaumarchais über deren Unterstützung für den Krieg.
Am 21. November 1777 wurde Deane zurück in die USA vor den Kontinentalkongress gerufen und in Frankreich von John Adams ersetzt. Grund waren Beschuldigungen von Arthur Lee, der eine persönliche Abneigung gegen Deane hegte und diesem unterstellte, sich bei seinen Transaktionen finanziell zu bereichern, anstatt das Wohl der Kolonien im Auge zu haben. Noch vor seiner geplanten Rückkehr war Deane einer der Mitunterzeichner des amerikanisch-französischen Bündnisses am 6. Februar 1778. Die Anhörung vor dem Kongress, bei welcher er von John Adams und John Jay verteidigt wurde, war lang und kontrovers und führte auch zu diplomatischen Spannungen mit Frankreich. 1781 wurde ihm erlaubt, nach Paris zurückzukehren und Kopien wichtiger Unterlagen, die seine Unschuld belegen sollten, zu finden. Während Deane in Paris weilte, veröffentlichte die Rivington’s Royal Gazette in New York einige private Briefe von Deane, die er an seinen Bruder geschickt hatte und in welchem er die Revolution in Frage stellte und eine Annäherung an England forderte. Diese Umstände führten dazu, dass Deane nicht mehr in die USA einreisen durfte und als Verräter angesehen wurde. 1789, Silas Deane war auf dem Weg zurück in die USA, um mit den Anschuldigungen aufzuräumen, wurde er plötzlich krank und starb unerwartet an Bord seines Transportschiffs nahe der Küste von Kent. Einige Historiker glauben, dass Deane vom Doppelagenten Edward Bancroft ermordet wurde. Die Anschuldigungen Lees konnten nie belegt werden, und 1841 wurde Deane fast 50 Jahre nach seinem Tod von allen Vorwürfen freigesprochen und seinen Nachkommen eine Entschädigung gezahlt.

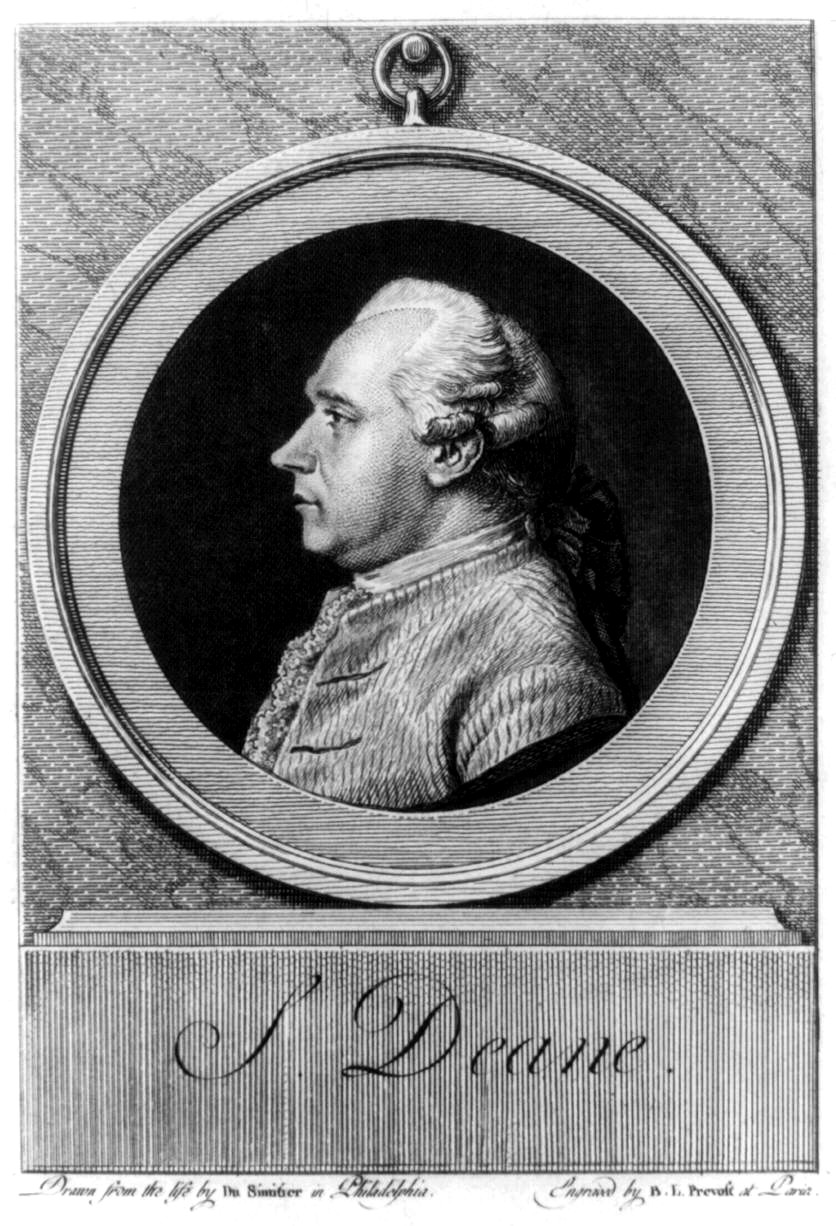
Silas Deane 1781

## Nachwirkungen
Deane war maßgeblich an den Planungen für den Aufbau der United States Navy beteiligt und hatte ebenso großen Anteil am erfolgreichen Ausgang der Schlacht um Ticonderoga. Seine Bemühungen in Frankreich um Truppen und Ausrüstung gipfelten 1778 in einer offiziellen Allianz zwischen beiden Ländern, die entscheidend für den Ausgang der Revolution war. Trotzdem ist er der Mehrheit der Amerikaner unbekannt. In den USA sind neben einer Straße in Weathersfield auch die USS Deane, eine Schule und ein Museum nach ihm benannt. Sein Wohnhaus in Weathersfield, das Silas Deane House, ist seit 1969 als National Historic Landmark eingestuft.

## Fiktion
Die diplomatische Mission von Silas Deane in Frankreich an der Seite von Benjamin Franklin ab 1776 ist u. a. Thema des Romans von Lion Feuchtwanger: Waffen für Amerika, Querido Verlag Amsterdam 1947/48 ("Die Füchse im Weinberg", Fischer TB Frankfurt 1983).